# Katja Špur
Katja Špur, slovenska novinarka, pesnica, pisateljica in prevajalka, * 20. november 1908, Gornje Krapje pri Ljutomeru, † 18. december 1991, Ljubljana.

## Življenje
Oče ji je bil dninar Anton, mati ji je bila Antonija (rojena Žličar).
Katja Špur je sprva obiskovala meščansko šolo v Ljutomeru, nato pa gimnazijo v več mestih. Po končani gimnaziji se je vpisala na Filozofsko fakulteto v Ljubljani, kjer je leta 1936 diplomirala iz slavistike in romanistike. Od tedaj je bila novinarka pri Jutru. Med vojno je bila leta 1943 aretirana in internirana v taboriščih Ravensbrück in Barth. Po vojni je bila novinarka pri Ljudski pravici (predhodnik Dela), nato pa je do upokojitve poučevala v Ljubljani, Križevcih blizu Ljutomera in v Mariboru.

## Delo
Pesmi je začela pisati že v gimnaziji. Pisala je prozo o odnosu med žensko in moškim, kar je za tisti čas pomenilo literarno novost. Gojila je literarno oblikovano reportažo in socialno črtico. Je pesnica in pisateljica realizma in tradicionalizma. Prevajala je iz bolgarščine in romunščine. Za svoje delo je prejela Levstikovo nagrado in nagrado Republike Bolgarije.
Objavljala je v: časopis borcev NOB, Primorska srečanja, Borec, Kurirček (današnji Kekec).

## Nagrade
- Levstikova nagrada
- nagrada Republike Bolgarije